# برستوویک
برستوویک (به صربی: Brestovik) یک روستا در صربستان است.